# 1048 Feodosia
Az 1048 Feodosia (ideiglenes jelöléssel 1924 TP) a Naprendszer kisbolygóövében található aszteroida. Karl Wilhelm Reinmuth fedezte fel 1924. november 29-én, Heidelbergben.